# Natació al Campionat del Món de natació de 2013 – 200 m esquena femení
Els 200 metres esquena femení es van celebrar entre el 2 i 3 d'agost de 2013 al Palau Sant Jordi a Barcelona.

## Rècords
Els rècords del món abans de començar la prova:
| Rècord del món       | Missy Franklin, Estats Units | 2:04.06 | Londres, Regne Unit | 3 d'agost de 2012 |
| Rècord del campionat | Kirsty Coventry, Zimbàbue    | 2:04.81 | Roma, Itàlia        | 1 d'agost de 2009 |

Durant el transcurs de la prova es va batre el dels campionats, fixant-lo en el següent temps:
| Data      | Sèrie | Nom            | País         | Temps   | Rècord |
| --------- | ----- | -------------- | ------------ | ------- | ------ |
| 3 d'agost | Final | Missy Franklin | Estats Units | 2:04.76 | CR     |

## Resultats
NR: Rècord Nacional
CR: Rècord dels campionats
DNS: No presentada

### Sèries
| Posició | Sèrie | Carril | Nom                     | País            | Temps   | Notes |
| ------- | ----- | ------ | ----------------------- | --------------- | ------- | ----- |
| 1       | 4     | 4      | Missy Franklin          | Estats Units    | 2:07.57 | Q     |
| 2       | 2     | 4      | Belinda Hocking         | Austràlia       | 2:07.64 | Q     |
| 3       | 2     | 3      | Hilary Caldwell         | Canadà          | 2:07.81 | Q, NR |
| 4       | 2     | 5      | Daria Ustinova          | Rússia          | 2:08.69 | Q     |
| 5       | 2     | 6      | Katinka Hosszú          | Hongria         | 2:08.93 | Q     |
| 6       | 4     | 3      | Sinead Russell          | Canadà          | 2:09.24 | Q     |
| 7       | 3     | 3      | Daryna Zevina           | Ucraïna         | 2:09.31 | Q     |
| 8       | 3     | 4      | Elizabeth Pelton        | Estats Units    | 2:09.56 | Q     |
| 9       | 4     | 5      | Meagen Nay              | Austràlia       | 2:10.62 | Q     |
| 10      | 3     | 5      | Federica Pellegrini     | Itàlia          | 2:10.65 | Q     |
| 11      | 2     | 2      | Karin Prinsloo          | Sud-àfrica      | 2:10.71 | Q     |
| 12      | 4     | 1      | Evelyn Verrasztó        | Hongria         | 2:10.86 | Q     |
| 13      | 4     | 6      | Sayaka Akase            | Japó            | 2:10.87 | Q     |
| 14      | 3     | 7      | Miyu Otsuka             | Japó            | 2:11.69 | Q     |
| 15      | 4     | 2      | Simona Baumrtová        | Txèquia         | 2:11.86 | Q     |
| 16      | 3     | 1      | Bai Anqi                | R.P. de la Xina | 2:12.14 | Q     |
| 17      | 4     | 7      | Eygló Ósk Gústafsdóttir | Islàndia        | 2:12.32 |       |
| 18      | 3     | 8      | Fernanda González       | Mèxic           | 2:12.53 |       |
| 19      | 2     | 8      | Nguyen Thi Anh Vien     | Vietnam         | 2:12.75 |       |
| 20      | 4     | 8      | Sophia Batchelor        | Nova Zelanda    | 2:12.89 |       |
| 21      | 3     | 6      | Duane Da Rocha          | Espanya         | 2:14.01 |       |
| 22      | 3     | 0      | Carolina Colorado Henao | Colòmbia        | 2:14.02 |       |
| 23      | 2     | 1      | Im Da-Sol               | Corea del Sud   | 2:14.07 |       |
| 24      | 2     | 7      | Selina Hocke            | Alemanya        | 2:14.10 |       |
| 25      | 3     | 2      | Lauren Quigley          | Regne Unit      | 2:14.27 |       |
| 26      | 2     | 9      | Ugne Mazutaityte        | Lituània        | 2:14.41 |       |
| 27      | 1     | 3      | Zanre Oberholzer        | Namíbia         | 2:14.52 |       |
| 28      | 2     | 0      | Klaudia Nazieblo        | Polònia         | 2:14.76 |       |
| 29      | 4     | 9      | Halime Zeren            | Turquia         | 2:15.48 |       |
| 30      | 1     | 4      | Gisela Morales          | Guatemala       | 2:15.63 |       |
| 31      | 1     | 5      | Tatiana Perstniova      | Moldàvia        | 2:17.19 |       |
| 32      | 1     | 2      | Karen Vilorio           | Hondures        | 2:18.04 |       |
| 33      | 1     | 6      | Inés Remersaro          | Uruguai         | 2:24.15 |       |
| 34      | 1     | 7      | Kimiko Shihara Raheem   | Sri Lanka       | 2:26.61 |       |
| 35      | 3     | 9      | Ekaterina Avramova      | Bulgària        |         | DNS   |
| 35      | 4     | 0      | Joanna Maranhão         | Brasil          |         | DNS   |

### Semifinals

#### Semifinal 1
| Posició | Carril | Nom                 | País            | Temps   | Notes |
| ------- | ------ | ------------------- | --------------- | ------- | ----- |
| 1       | 6      | Elizabeth Pelton    | Estats Units    | 2:08.20 | Q     |
| 2       | 4      | Belinda Hocking     | Austràlia       | 2:08.49 | Q     |
| 3       | 5      | Daria Ustinova      | Rússia          | 2:09.08 | Q     |
| 4       | 3      | Sinead Russell      | Canadà          | 2:09.84 | Q     |
| 5       | 2      | Federica Pellegrini | Itàlia          | 2:09.97 |       |
| 6       | 8      | Bai Anqi            | R.P. de la Xina | 2:11.18 |       |
| 7       | 1      | Miyu Otsuka         | Japó            | 2:11.68 |       |
| 8       | 7      | Evelyn Verrasztó    | Hongria         | 2:11.83 |       |

#### Semifinal 2
| Posició | Carril | Nom              | País         | Temps   | Notes |
| ------- | ------ | ---------------- | ------------ | ------- | ----- |
| 1       | 4      | Missy Franklin   | Estats Units | 2:06.46 | Q     |
| 2       | 5      | Hilary Caldwell  | Canadà       | 2:07.15 | Q, NR |
| 3       | 6      | Daryna Zevina    | Ucraïna      | 2:08.74 | Q     |
| 4       | 3      | Katinka Hosszú   | Hongria      | 2:08.97 | Q     |
| 5       | 7      | Karin Prinsloo   | Sud-àfrica   | 2:10.04 |       |
| 6       | 8      | Simona Baumrtová | Txèquia      | 2:10.46 |       |
| 7       | 1      | Sayaka Akase     | Japó         | 2:11.48 |       |
| 8       | 2      | Meagen Nay       | Austràlia    | 2:11.72 |       |

### Final
| Posició | Carril | Nom              | País         | Temps   | Notes |
| ------- | ------ | ---------------- | ------------ | ------- | ----- |
| 1       | 4      | Missy Franklin   | Estats Units | 2:04.76 | CR    |
| 2       | 6      | Belinda Hocking  | Austràlia    | 2:06.66 |       |
| 3       | 5      | Hilary Caldwell  | Canadà       | 2:06.80 | NR    |
| 4       | 2      | Daryna Zevina    | Ucraïna      | 2:08.72 |       |
| 5       | 3      | Elizabeth Pelton | Estats Units | 2:08.98 |       |
| 6       | 7      | Katinka Hosszú   | Hongria      | 2:09.08 |       |
| 7       | 8      | Sinead Russell   | Canadà       | 2:10.46 |       |
| 8       | 1      | Daria Ustinova   | Rússia       | 2:11.30 |       |